# ЦСК ВВС (баскетбольный клуб)
ЦСК ВВС (Центральный спортивный клуб Военно-воздушных сил) — ранее существовавший российский баскетбольный клуб из Самары.

## История
Армейский клуб СКА был создан в Алма-Ате в 1978 году.
После распада СССР коллектив вместе с тренером Олегом Кимом переехал в Самару. Получил название ЦСК ВВС–«Фортуна» и сначала выступал в «Международной Профессиональной Баскетбольной Лиге».
В 1993 году в стан самарских лётчиков вернулся легендарный Валерий Тихоненко. В сезоне 1993/94 клуб выступал в чемпионате России и впервые выиграл бронзовые медали. По итогам сезона в третью символическую пятерку включён Иван Филиппов.
В чемпионате 1994/95 клуб вновь выигрывает бронзовые медали.
В чемпионате 1995/96 клуб занимает пятое место.
Перед сезоном 1996/97 начались разговоры о плачевном финансовом положении в ЦСК ВВС, и после окончания сезона (5 место) лётчики объявили о банкротстве, клуб переехал в Тулу и получил название «Арсенал».

## Игроки
в разные годы за ЦСК ВВС выступали:
- Жуканенко, Юрий Александрович
- Киселёв, Олег Валерьевич
- Коновалов, Владислав Николаевич
- Петренко, Александр Анатольевич
- Самойленко, Пётр Михайлович
- Сафронов, Роман Владимирович
- Стрелкин, Ярослав Анатольевич
- Тен, Олег
- Тихоненко, Валерий Алексеевич

## Результаты выступлений
| 1992/93 | МПБЛ      |                     |         |    |    |    |           |
| 1993/94 | Высшая    |                     | 3       |    |    |    |           |
| 1994/95 | Суперлига | регулярный          | 3 из 6  | 20 | 11 | 9  | 1779—1805 |
| 1994/95 | Суперлига | плей-офф            | 3       | 9  | 6  | 3  | 803—793   |
| 1995/96 | Суперлига | регулярный          | 5 из 8  | 28 | 11 | 17 | 2571—2744 |
| 1995/96 | Суперлига | плей-офф            | 5       | 7  | 5  | 2  | 606—585   |
| 1996/97 | Суперлига | регулярный (1 этап) | 5 из 10 | 18 | 10 | 8  | 1561—1542 |
| 1996/97 | Суперлига | регулярный (2 этап) | 1 из 6  | 10 | 5  | 5  | 890—858   |
| 1996/97 | Суперлига | плей-офф            | 5       | 3  | 2  | 1  | 266—254   |

выступления команды в Кубке Корача:
| Сезон   | Стадия | Соперник         | Общий счёт | Счёт 1 матча | Счёт 2 матча |
| ------- | ------ | ---------------- | ---------- | ------------ | ------------ |
| 1994/95 | 1КР    | Кактус (Тбилиси) | 177:171    | 82:61        | 89:116       |
| 1994/95 | 2КР    | Николаев         | 166:157    | 80:78        | 86:79        |
| 1994/95 | 1/16   | Перистери        | 175:185    | 103:91       | 72:94        |
| 1995/96 | 1/32   | МЗТ Скопье       | 172:161    | 94:70        | 78:91        |
| 1995/96 | 1/16   | Сарагоса         | 171:192    | 102:100      | 69:92        |
| 1996/97 | гр.С   | Беобанка         | 104:175    | 56:87        | 58:88        |
| 1996/97 | гр.С   | Монпелье         | 180:169    | 97:75        | 83:94        |
| 1996/97 | гр.С   | Словакофарма     | 189:164    | 89:81        | 80:83        |
| 1996/97 | 1/32   | Бенстон          | 145:179    | 74:86        | 71:93        |

## Фарм–клуб
С 1992 года команда имела фарм–клуб «Фортуна» выступавшего в первой лиги. В сезоне 1994/95 команда выступала в высшей лиги под названием «Самарская государственная экономическая академия-СКА-Самара». В сезоне 1995/96 команда называлась «Поволжский институт информатики, радиотехники и связи». В сезоне 1996/97 Школа высшего спортивного мастерства ЦСК ВВС. По окончании сезона команда прекратила существование, а коллектив команды переехал в город Заречный, Пензенской области.